# Jonathan Archer
Kapitan Jonathan Archer – postać fikcyjna, główny bohater serialu Star Trek: Enterprise z serii Star Trek. W serialu jest oficerem Gwiezdnej Floty w randze kapitana. Jest dowódcą statku „Enterprise” – pierwszego ziemskiego statku zdolnego do osiągnięcia prędkości warp 5. Odtwórcą jego roli jest Scott Bakula.

## Życiorys

### Dzieciństwo
Jonathan Archer urodził się w Schenectady w stanie Nowy Jork, jako syn Sally Archer oraz Henry’ego Archera – wybitnego naukowca, który pracował nad stworzeniem pierwszego ziemskiego silnika, zdolnego osiągnąć prędkość warp 5. Od dziecka marzył o eksploracji kosmosu, zafascynowany pracą ojca. Jego śmierć w 2124 roku nasiliła jeszcze to pragnienie, więc kilka lat później wstąpił do Gwiezdnej Floty.

### Wczesne lata służby
W Gwiezdnej Flocie jeszcze jako komandor Archer był kontrolerem, a później pilotem testowym programu NX-Test, wykorzystującym prototypową technologię Henry’ego Archera. W czasie testów stał się pierwszym człowiekiem, który osiągnął prędkość warp 2,5.

### Służba na Enterpise

#### Pierwsza misja
Dzieło życia Henry’ego Archera – pierwszy ziemski okręt mogący osiągnąć prędkość – Warp 5 Enterprise – zostało ukończone dopiero po jego śmierci. W 2150 roku zdecydowano, że jego dowódcą – w hołdzie zmarłemu - zostanie Jonathan Archer. 
Pierwszą misją Enterprise było odwiezienia Klingona Klaanga na jego rodzimą planetę Kronosa. Z tego powodu statek został wcześniej niż planowano wypuszczony z doku – 16 kwietnia 2151 roku – lecz miał zaraz po tym powrócić na Ziemię. Misje skomplikowało to, że Klaang został porwany. Mimo sprzeciwu nowego pierwszego oficera – T’Pol, Archer postanowił odszukać porywaczy i odbić Klanga. Trafił najpierw na planetę Rigel IX, gdzie dowiedział się m.in. że w sprawę zamieszani są ludzie z przyszłości, a porwanie jest wynikiem konfliktu zbrojnego nazywanego zimną wojną temporalną. Następnie śledząc statki Sulibanów trafiają do mgławicy spiralnej, gdzie przytrzymywany jest Klaang. Nawiązuje się tam walka Archera Silikiem – przywódcą Sulibanów. Jednak dzięki swoim genetycznym ulepszeniom Silik pokonuje Archera, który zostaje przetransportowany na „Enterprise” w ostatniej chwili przed oddaniem strzału przez Silika.
Mimo znacznych przeszkód, Archerowi udało się odnaleźć Kilngona i odwieźć go do domu. Po zakończeniu misji Dowództwo Floty, zachęcone sukcesem uznało, że nie warto zawracać „Enterprise”. Tak rozpoczęła się nowa misja eksploracji kosmosu.

### Po Enterprise
Później Archer został awansowany do stopnia Admirała. W latach 2169–2175 był ambasadorem Ziemi na Andorii – planecie Andorian, a między 2184 i 2192 pełnił funkcję prezydenta Zjednoczonej Federacji Planet.

### Śmierć
Prawdopodobnie umarł w 2192 r., we śnie, w swoim domu w Nowym Jorku, dzień przed oddaniem do użytku jednostki klasy Constitution – USS Enterprise NCC-1701.

### Pamięć
Na jego cześć nazwano dwie planety: Archers's Planet w trójkącie Gamma (opowiada o tym odcinek In a Mirror, Darkly) oraz Archer IV (znanej z odcinka Strange New World). Jest też Kometa Archera, z odcinka Breaking in the Ice). Archer doczekał się też nazwanego swym imieniem statku, USS „Archer” NCC-44278.

## Ciekawostki
- Ulubionym sportem Archera jest piłka wodna (Waterpolo).
- Początkowo Archer miał mieć na imię Jeffrey lub Jackson Archer.
- Numer identyfikacyjny Archera w Gwiezdnej Flocie to SA-022-9237-CY.
- Grupa krwi Archera to B -.